# 17-я гвардейская артиллерийская бригада большой мощности
17-я гвардейская артиллерийская бригада большой мощности (17 абр БМ) — тактическое соединение Сухопутных войск Российской Федерации.

## История
17-я гвардейская артиллерийская бригада большой мощности создана 23 августа 2022 года. В состав бригады вошли ленинградские добровольческие артиллерийские дивизионы «Ладожский» и «Невский».
Осенью 2023 года бригада действовала на соледаро-бахмутском направлении.
4 марта 2024 года бригаде Указом Президента Российской Федерации присвоено почётное наименование «гвардейская» за массовый героизм и отвагу, стойкость и мужество проявленные личным составом бригады в боевых действиях по защите Отечества и государственных интересов в условиях вооружённых конфликтов.
Весной 2024 года бригада участвует в боях за Часов Яр.